# Neottia
Neottia is een geslacht van orchideeën.
De soorten komen vooral voor in de gematigde streken van zowel het noordelijk- als het zuidelijk halfrond. Drie soorten zijn ook in België en Nederland te vinden.
De voorheen in het geslacht keverorchis (Listera) geplaatste soorten worden nu in Neottia ondergebracht.

## Naamgeving en etymologie
Synoniemen:
- Nidus Riv. (1764)
- Nidus-avis Ortega (1773)
- Cardiophyllum Ehrh. (1789)
- Diphryllum Raf. (1808)
- Listera R.Br. (1813), nom. cons.
- Neottidium Schltdl. (1823)
- Distomaea Spenn. (1825)
- Pollinirhiza Dulac (1867)
- Bifolium Nieuwl. (1913), nom. illeg.
- Holopogon Kom. & Nevski (1935)
- Archineottia S.C.Chen (1979)
- Diplandrorchis S.C.Chen (1979)

De botanische naam Neottia is afkomstig van het Oudgriekse νεοττια (neottia; nest met jongen, maar door Guettard, de auteur van de naam, aangeduid als "nid d'oiseau" = vogelnest), en slaat op het wortelstelsel, dat op een vogelnest lijkt. De naam is niet door Guettard zelf bedacht; hij verwees naar een artikel van Linnaeus, uit 1740, gepubliceerd in 1744, waarin die de naam ook al noemt. Linnaeus op zijn beurt verwees naar Stirpium historiae pemptades sex van Rembert Dodoens, oorspronkelijk uitgegeven in 1583, maar Linnaeus verwees naar de herdruk uit 1616, waar de etymologie van de naam op pagina 554 wordt gegeven.

## Kenmerken
Neottia-soorten zijn terrestrische, overblijvende planten (geofyten) met een sterk vertakte tot nestvormige wortelstok.
Het zijn overwegend kleine en onopvallende planten. Een aantal soorten zijn epiparasieten en hebben zelf geen bladgroen.
De bloemdekbladen van de buitenste en binnenste krans zijn gelijk en vormen een helm. De lip is lang en tongvormig, aan de top in twee gedeeld met in het midden een groef die nectar bevat. Er is geen spoor. Het gynostemium is kort; het rostellum produceert bij aanraking een kleverige stof waarmee de pollinia aan de kop van de indringer worden vastgehecht.

### Bloemdiagram

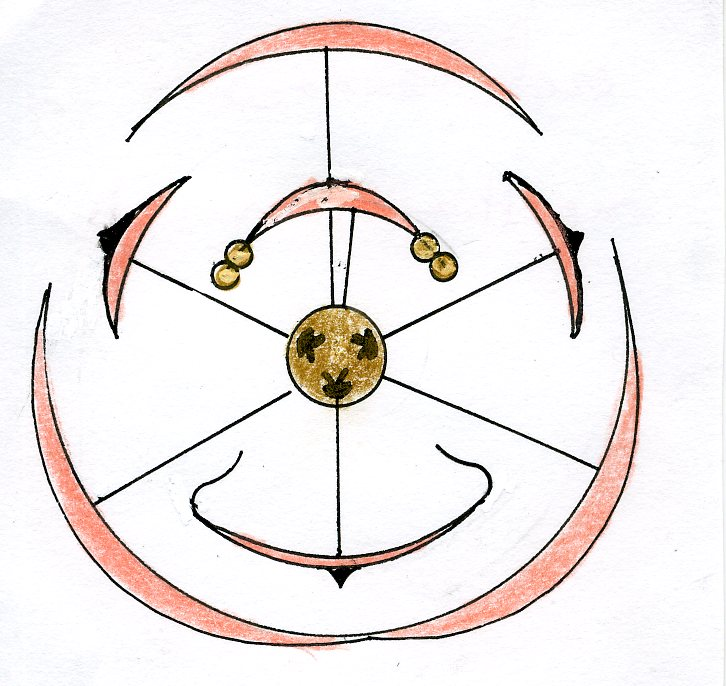

## Habitat
Op allerlei gronden en vele biotopen: loof- en naaldbossen, struwelen, vochtige of droge weilanden, kalkgraslanden, parken, tuinen, bermen, van diepe schaduw tot in volle zon.

## Voorkomen
Gematigde en subarctische streken van het noordelijk- en het zuidelijk halfrond: Europa, Zuidwest-Azië, de Himalaya, Noord-Amerika en Alaska.

## Verwantschap en soorten
De soorten van het nauw verwante vroegere geslacht keverorchis (Listera) zijn na moleculair onderzoek bij Neottia gevoegd. Daardoor is het geslacht van een twintigtal soorten gegroeid tot vijftig.
In Europa komen drie soorten voor, die ook in België en Nederland te vinden zijn.
- Vogelnestje (Neottia nidus-avis) (L.) Rich. (1817) (Eurazië)
- Grote keverorchis (Neottia ovata) (L.) Bluff & Fingerhut (1753) (Eurazië, Noord-Amerika)
- Kleine keverorchis (Neottia cordata) (L.) Rich. (1753) (Eurazië, Noord-Amerika)

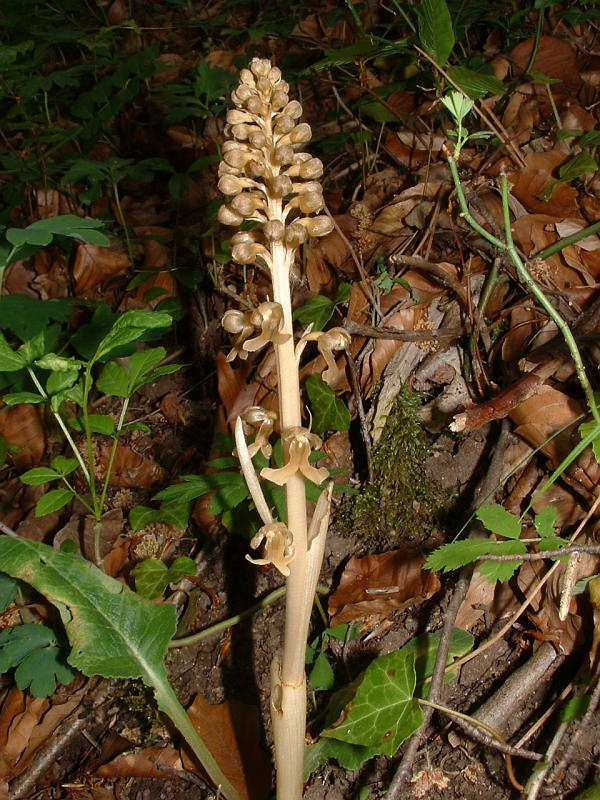
vogelnestje (N. nidus-avis)
grote keverorchis (N. ovata)
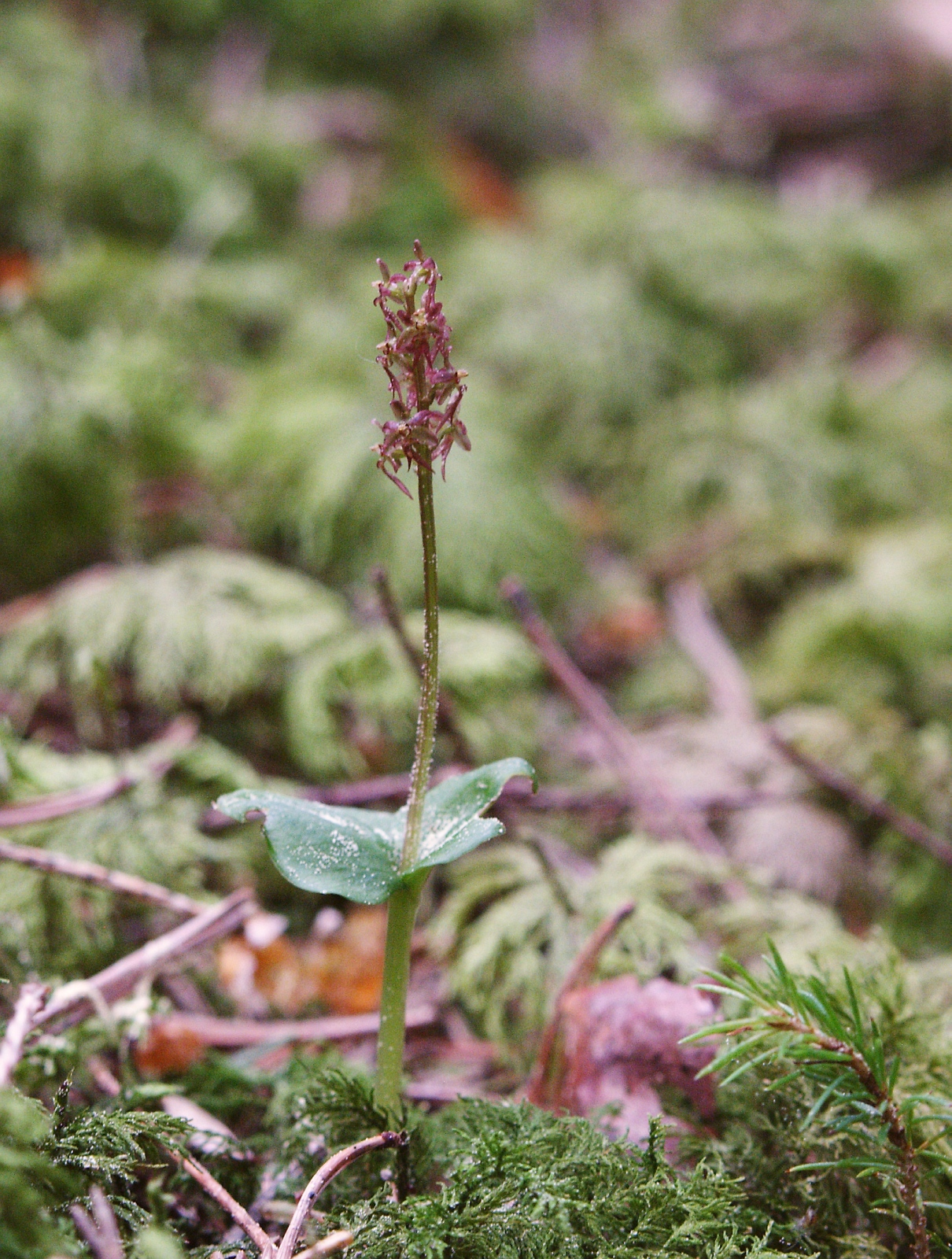
kleine keverorchis (N. cordata)

Subtribus Limodorinae 

Geslachten: Aphyllorchis · Bosvogeltje (Cephalanthera) · Wespenorchis (Epipactis) · Limodorum

Subtribus Listerinae 

Geslachten: Neottia · (Keverorchis (Listera))

Subtribus: Onbepaald 

Geslacht: Palmorchis